# Заланкой Джамісі
Заланкой Джамісі (крим. Zalanköy Camisi) — мечеть в селі Заланкой (Холмівка) Бахчисарайського району, Автономна Республіка Крим.

## Опис
Мечеть нагадує багато культових споруд, побудованих у 1990-х роках, після масового повернення кримських татар на історичну батьківщину, до Криму. Це, як правило, двоповерхова будівля з одним мінаретом, розташованим праворуч від головного входу. Зовнішні стіни прикрашені білими візерунками.
Поряд із мечеттю ростуть фруктові дерева. За порядком стежить імам і його помічники.

## Історія
Згідно з історичними даними, до депортації 1944 року в селі Заланкой вже була мечеть. Основну частину населення тоді становили кримські татари, що сповідують іслам.
Нова мечеть побудована у 1990-ті роки.